# Du Maurier Open 1999
Canadian Open 1999 (відомий як du Maurier Open за назвою спонсора) — тенісний турнір, що проходив на відкритих кортах з твердим покриттям. Це був 110-й турнір Мастерс Канада. Належав до серії Super 9 в рамках Туру ATP 1999, а також до серії Tier I в рамках Туру WTA 1999. Чоловічий турнір відбувся на du Maurier Stadium в Монреалі (Канада) з 2 до 8 серпня 1999 року, а жіночий - в  National Tennis Centre у Торонто (Канада) з 16 до 23 серпня 1999 року.

## Учасниці

### Сіяні учасниці
| Країна    | Гравчиня              | Рейтинг | Сіяна |
| --------- | --------------------- | ------- | ----- |
| Швейцарія | Мартіна Хінгіс        | 1       | 1     |
| США       | Моніка Селеш          | 5       | 2     |
| Франція   | Марі П'єрс            | 6       | 3     |
| Чехія     | Яна Новотна           | 7       | 4     |
| Іспанія   | Аранча Санчес Вікаріо | 10      | 5     |
| ПАР       | Аманда Кетцер         | 9       | 6     |
| Франція   | Наталі Тозья          | 12      | 7     |
| Австрія   | Барбара Шетт          | 16      | 9     |
| Франція   | Сандрін Тестю         | 14      | 10    |
| Іспанія   | Кончіта Мартінес      | 18      | 12    |
| Швейцарія | Патті Шнідер          | 19      | 13    |
| Румунія   | Іріна Спирля          | 20      | 14    |
| Росія     | Олена Лиховцева       | 21      | 15    |
| США       | Чанда Рубін           | 23      | 16    |
| США       | Емі Фрейзер           | 24      | 17    |

### Інші учасниці
Нижче подано учасниць, що отримали вайлд-кард на вихід в основну сітку:
- Мартіна Неєдли
- Соня Джеясілан
- Рената Колбовіч

Нижче наведено учасниць, що отримали вайлдкард на участь в основній сітці в парному розряді:
- Рената Колбовіч /  Ванесса Вебб
- Лорі Макніл /  Александра Стівенсон

Нижче наведено гравчинь, які пробились в основну сітку через стадію кваліфікації:
- Марія Венто
- Емілі Луа
- Олена Татаркова
- Ніколь Пратт
- Марлен Вайнгартнер
- Морін Дрейк
- Фабіола Сулуага
- Тетяна Панова

- Магдалена Гжибовська /  Марі-Ев Пеллетьє
- Гала Леон Гарсія /  Марія Санчес Лоренсо

Такі тенісистки потрапили в основну сітку як Щасливі лузери:
- Амелі Кокто
- Анхелес Монтоліо

## Переможниці та фіналістки

### Одиночний розряд, чоловіки
Томас Йоханссон —  Євген Кафельников, 1–6, 6–3, 6–3
- Для Йоханссона це був 1-й титул за рік і 3-й - за кар'єру. Це був його 1-й титул за кар'єру на змаганнях Мастерс.

### Одиночний розряд, жінки
Мартіна Хінгіс —  Моніка Селеш, 6–4, 6–4
- Для Хінгіс це був 6-й титул за сезон і 25-й - за кар'єру. Це був її 4-й титул Tier I за рік і 9-й - за кар'єру.

### Парний розряд, чоловіки
Йонас Бйоркман /  Патрік Рафтер  —  Байрон Блек /  Вейн Феррейра, 6–4, 6–3

### Парний розряд, жінки
Яна Новотна /  Марі П'єрс —  Лариса Нейланд /  Аранча Санчес Вікаріо, 6–3, 2–6, 6–3